# Dvorec Čretež
Dvorec Čretež (nemško Reitenburg) je stal v naselju Dolenje Laknice v občini Mokronog-Trebelno. 

## Zgodovina
Na lokaciji dvorca je bila prvotno grajska pristava, katero so verjetno zgradili Lembergi. Leta 1770 je strela sprožila požar na gradu Čretež, ki ga je uničil. Graščaki so po incidentu iz nekdanje grajske pristave sezidali dvorec Čretež. V njem so prebivali stiški upravitelji, nato baroni Shweigerji, pl. Valmagoniji in leta 1885 Friderik Berdajs. Danes je dvorec v razvalinah.